# Giovanni Volta
Giovanni Volta (14 de marzo de 1928 - 4 de febrero de 2012) fue un obispo y teólogo italiano. Fue obispo de la diócesis de Pavía, en Italia, entre 1986 y 2003.

## Biografía

### Formación y sacerdocio
Ordenado sacerdote el 29 de junio de 1952 por el obispo Domenico Menna, fue alumno del Pontificio Seminario Lombardo y se graduó en Teología en la Pontificia Universidad Gregoriana en 1957, leyendo una tesis sobre la redención de la muerte en el pensamiento de Agustín. La tesis fue luego revisada por el autor y publicada póstumamente en 2012.
Durante el Concilio Vaticano II y en los años posteriores al Concilio fue ponente en varias conferencias y autor de publicaciones para promover la difusión y recepción de los documentos del Concilio. Fue rector del seminario diocesano de Mantua y, de 1977 a 1986, asistente eclesiástico general de la Universidad Católica del Sagrado Corazón de Milán.

### Episcopado
Elegido obispo de Pavía el 2 de abril de 1986, recibió la consagración episcopal el 25 de mayo de 1986.
Tomó posesión canónica de la diócesis de Pavia el 7 de junio de 1986 y entró en la diócesis el 15 de junio de 1986.
Como presidente de la Comisión Eclesial de Justicia y Paz de la Conferencia Episcopal Italiana (CEI), coordinó la redacción del documento "Educar en la legalidad", aprobado en Roma el 4 de octubre de 1991. Este documento anticipaba la temporada de Manos Limpias, señalando también la falta de compromiso de muchos católicos.
En 1996 celebró el VI centenario de la Cartuja de Pavía y en esta ocasión el Papa Juan Pablo II le dirigió una carta.
Durante su episcopado realizó dos visitas pastorales y convocó, 76 años después de la anterior, el 20º Sínodo Diocesano (inaugurado el 9 de abril de 1998 y concluido el 8 de diciembre de 2002).
Promovió la devoción a San Ricardo Pampuri, escribiendo y haciendo circular algunas oraciones.
El 1 de diciembre de 2003 el Papa Juan Pablo II aceptó su dimisión debido al límite de edad.
Murió en Mantua el 4 de febrero de 2012  y sus restos fueron trasladados a la catedral de Pavia el 7 de septiembre de 2012